# Luke Lugs Luggage
Luke Lugs Lugguage è un cortometraggio muto del 1916 prodotto e diretto da Hal Roach. Interpretato da Harold Lloyd, il film fa parte della serie di comiche che avevano come protagonista il personaggio di Lonesome Luke.

## Trama
Lonesome Luke, facchino al terminal di una stazione, si vede costretto a correre dietro a un caprone, cercando di catturarlo.

## Produzione
Il film fu prodotto da Hal Roache per la Rolin Films (come Phunphilms). Venne girato dal 23 ottobre al 6 novembre 1915.

## Distribuzione
Distribuito dalla Pathé Exchange, il film - un cortometraggio in una bobina - uscì nelle sale cinematografiche USA il 12 gennaio 1916.